# FC Sport en Plicht Oostakker
FC Sport en Plicht Oostakker was een voetbalclub uit Oostakker. De club sloot in augustus 1950 aan bij de KBVB met stamnummer 5373.
In augustus 1955 nam de club ontslag uit de KBVB.

## Geschiedenis
FC Sport en Plicht nam na de aansluiting in augustus 1950 meteen deel aan de competitie 1950-1951 in Derde Provinciale. In 26 wedstrijden werd slechts één keer niet verloren. Men incasseerde liefst 206 doelpunten.
Hubert Steyaert die in de straat van het terrein woonde was de secretaris van FC Sport en Plicht in 1952.
Nadien zou de club nog vier seizoenen in Derde Provinciale spelen en daarin werd slechts vier maal een overwinning behaald. Het meest succesvolle seizoen was 1952-1953, toen behaalde FC Sport en Plicht zeven punten. Dat was wel te weinig om de laatste plaats in het klassement te ontlopen.
Voetbal in de KBVB bleek te hoog gegrepen voor de bescheiden club. In augustus 1955 nam men ontslag uit de KBVB.